# Roxanne Perez
Carla Gonzalez, meglio conosciuta con i ring name Rok-C e Roxanne Perez (Laredo, 5 novembre 2001), è una wrestler statunitense sotto contratto con la WWE.
In WWE ha detenuto due volte l'NXT Women's Championship e una volta ciascuno il WWE Women's Tag Team Championship con Raquel Rodriguez e l'NXT Women's Tag Team Championship con Cora Jade.
Precedentemente ha lottato nella Ring of Honor come Rok-C dove ha detenuto una volta il ROH Women's World Championship.

## Carriera

### Circuito indipendente (2018–2022)
Iniziò ad allenarsi all'età di 13 anni e tre anni si allenò sotto la supervisione di Booker T. Debuttò nel wrestling professionistico nel dicembre 2018 con il ring name "Rok-C" quando ha iniziato a lottare per la Reality of Wrestling, la federazione di Booker T. Rok-C trascorse la maggior parte dei suoi anni da rookie lottando per le federazioni nel suo stato natale del Texas, in particolare per la Reality of Wrestling dove ha vinto il titolo femminile, il ROW Diamonds Division Championship.

### Ring of Honor (2021–2022)
Nell'aprile 2021, iniziò ad apparire per la Ring of Honor sempre come Rok-C. Fece il suo debutto in coppia con Max the Impaler in un pareggio (per scadenza del tempo limite) contro Laynie Luck e Hyan. Rok-C partecipò poi al torneo per il ROH Women's World Championship dove sconfisse Angelina Love, Sumie Sakai e Quinn McKay. Nella finale di Death Before Dishonor XVIII Rok-C sconfisse Miranda Alize diventando la prima ROH Women's World Championship e la più giovane campionessa femminile nella storia della federazione a 19 anni. La sua prima difesa del titolo è arrivata nell'episodio del 26 novembre di Ring of Honor Wrestling dove prevalse su Gia Scott. Il 27 ottobre 2021 Rok-C e tutto il resto del personale della ROH vennero licenziati la federazione si fermò dopo Final Battle. Durante tale evento, Rok-C sconfisse Willow Nightengale mantenendo il titolo in quello che è stato l'ultimo evento pay-per-view della ROH prima di andare in pausa. Rok-C perse poi il titolo contro Deonna Purrazzo durante la puntata di Impact! del 13 gennaio 2022 in un match in cui era in palio anche l'AAA Reina de Reinas Championship.

### WWE (2022–presente)

#### NXT(2022–2025)
Nel marzo del 2022 venne annunciata la sua firma con la WWE, venendo assegnata nel roster di NXT. Debuttò il 15 aprile a NXT Level Up con il ring name "Roxanne Perez" dove sconfisse Sloane Jacobs. Il suo primo match ad NXT avvenne il 19 aprile quando sconfisse Jacy Jayne. Successivamente, Roxanne e Wendy Choo tentarono di conquistare l'NXT Women's Tag Team Championship contro Gigi Dolin e Jacy Jayne il 10 maggio ad NXT ma vennero sconfitte. Tra maggio e giugno, inoltre, Roxanne prese parte alla prima edizione femminile dell'NXT Breakout Tournament dove prevalse in finale contro Tiffany Stratton vincendo il torneo. Nella puntata speciale NXT The Great American Bash del 5 luglio Roxanne e Cora Jade sconfissero Gigi Dolin e Jacy Jayne conquistando l'NXT Women's Tag Team Championship per la prima volta. Nella puntata di NXT 2.0 del 12 luglio Cora effettuò un turn heel tradendo e attaccando Roxanne costandole il match per l'NXT Women's Championship (che era l'opportunità titolata ottenuta per aver vinto l'NXT Breakout Tournament) che venne vinto dalla campionessa Mandy Rose; la Jade gettò poi la sua cintura nella spazzatura nella puntata del 19 luglio 2022 (la WWE ha considerato il regno della Perez come continuo durante questo periodo, e quest'ultima consegnò i titoli ad Alundra Blayze rendendoli vacanti). Nella puntata speciale NXT Heatwave del 16 agosto Roxanne venne poi sconfitta da Cora. Roxanne fece la sua prima apparizione nel roster principale il 14 ottobre a SmackDown facendo coppia con Raquel Rodriguez e Shotzi perdendo contro le Damage CTRL (Bayley, Dakota Kai e Iyo Sky). La rivalità con la Jade terminò tuttavia con la sconfitta di Cora il 22 ottobre, ad NXT Halloween Havoc, in un intenso Weapons Wild match.
Il 10 dicembre, a NXT Deadline, vinse l'iron survivor challenge che comprendeva anche Cora Jade, Indi Hartwell, Kiana James e Zoey Stark per determinare la sfidante all'NXT Women's Championship di Mandy Rose. Tre giorni dopo, ad NXT, riuscì a sconfiggere Rose conquistando l'NXT Women's Championship per la prima volta. Dopo aver difeso il titolo contro Gigi Dolin e Jacy Jayne a NXT Vengeance Day, il 7 marzo, nella puntata speciale NXT Roadblock, conservò la cintura contro Meiko Satomura.
Il 1º aprile a NXT Stand & Deliver, perse la cintura a favore di Indi Hartwell in un ladder match che comprendeva anche Gigi Dolin, Lyra Valkyria, Tiffany Stratton e Zoey Stark dopo 109 giorni di regno. Riconquistò il titolo il 6 aprile 2024 a Stand & Deliver, sconfiggendo Valkyria. Nella prima settimana di Spring Breakin ha sconfitto Valkyria e Tatum Paxley in un triple threat match per mantenere la cintura. La sua prossima avversaria è stata Jordynne Grace, le due si sono sfidate a NXT Battleground dove Perez ha mantenuto il titolo. A NXT a difeso il titolo con successo prima con Vice e poi con Thea Hail.
Durante No Mercy ha mantenuto il titolo contro Jaida Parker, ma dopo il match è arriva a sorpresa Giulia. Nella puntata seguente di NXT, in un promo tra le due, viene lanciata ufficialmente la sfida. Il match, avvenuto durante la puntata speciale di NXT a Chicago del 1°ottobre, conservò il titolo contro Giulia grazie all'aiuto di Cora Jade. Il 7 gennaio durante New Year's Evil perse la cintura a favore di Giulia dopo 276 giorni di regno. Perez non riuscì a riottenere la cintura in un fatal four way match a Vengeance Day dove la campionessa Giulia difese il titolo contro anche Jade e Bayley.
Il 1º febbraio a Royal Rumble, Perez partecipò al women's royal rumble match entrando col numero 3 venendo eliminata per ultima da Charlotte Flair, registrando una permanenza sul ring di 1:07:47, stabilendo un nuovo record per il women's royal rumble match. Roxanne Perez si è poi qualificata per l'Elimination Chamber match sconfiggendo Raquel Rodriguez nella puntata di Raw del 17 febbraio. All'evento, è stata eliminata come terza da Alexa Bliss.  

#### Raw e Judgment Day (2025–presente)
Dopo diverse apparizioni nel main roster della WWE, Roxanne Perez si è unita ufficialmente al roster di Raw il 19 maggio. Sconfiggendo Becky Lynch e Natalya in un triple threat match si è qualificata per il Money in the Bank Ladder match. Nello stesso periodo inizia una alleanza con il Judgment Day dopo l'invito di Finn Bálor. Nonostante la disapprovazione di Liv Morgan in seguito all'infortunio di quest'ultima Roxanne prende il suo posto per difendere il WWE Women's Tag Team Championship insieme a Raquel Rodriguez.

## Personaggio

### Mosse finali
- Pop Rocks (Sunset flip powerbomb)
- The Prodigy (Crossface)

## Titoli e riconoscimenti
- New Texas Pro Wrestling
  - New Texas Pro Women's Championship (1)[32]
- Pro Wrestling Illustrated
  - 28ª tra le 150 migliori wrestler femminili nella PWI Women's 150 (2021)[33]
  - 11ª tra le 250 migliori wrestler femminili nella PWI Women's 250 (2024)[34]
- Renegade Wrestling Revolution
  - RWR Vixens Champion (1)[35]
- Ring of Honor
  - ROH Women's World Championship (1)[36]
  - ROH Women's World Championship Tournament (2021)[36]
  - ROH Year-End Award (2)
    - Best New Star (2021)[37]
    - Female Wrestler of the Year (2021)[38]
- Reality of Wrestling
  - ROW Diamonds Division Championship (1)
- Sabotage Wrestling
  - Sabotage War of the Genders Championship (1)[39]
- WWE
  - WWE Women's Tag Team Championship[40] – con Raquel Rodriguez
  - NXT Women's Championship (2)[41]
  - NXT Women's Tag Team Championship (1)[42] – con Cora Jade
  - NXT Women's Breakout Tournament (edizione 2022)[43]
  - NXT Year-End Award (1)
    - Female Competitor of the Year (2024)